# Kaule (Stadtmitte)
Kaule oder auch das Kauler Gut ist ein untergegangener Wohnplatz und eine Hofstelle auf dem Gebiet des heutigen Stadtteils Stadtmitte in der Stadt Bergisch Gladbach im Rheinisch-Bergischen Kreis.

## Lage und Beschreibung
Die Kaule (mundartlich en de Kuhl) bildete eine alte Kalksteinkaule im Strundorf. Sie wurde 1700 erstmalig erwähnt.

## Geschichte
Aus Carl Friedrich von Wiebekings Charte des Herzogthums Berg 1789 geht hervor, dass Kaule zu dieser Zeit Teil der Honschaft Gladbach im gleichnamigen Kirchspiel war.
Unter der französischen Verwaltung zwischen 1806 und 1813 wurde das Amt Porz aufgelöst und Kaule wurde politisch der Mairie Gladbach im Kanton Bensberg zugeordnet. 1816 wandelten die Preußen die Mairie zur Bürgermeisterei Gladbach im Kreis Mülheim am Rhein. Mit der Rheinischen Städteordnung wurde Gladbach 1856 Stadt, die dann 1863 den Zusatz Bergisch bekam.
1885 ist der Wohnplatz mit 103 Einwohnern in sieben Häusern in der Gemeindestatistik vermerkt. In späteren Verzeichnissen ist er nicht mehr eigenständig aufgeführt.